# Roberto Bautista Agut
Roberto Bautista Agut (* 14. April 1988 in Castellón de la Plana) ist ein spanischer Tennisspieler.

## Karriere

### Bis 2012: Future- und Challenger-Erfolge
Bis zum Jahr 2012 spielte Bautista Agut weitestgehend auf der Future- und Challenger-Tour. Sein erster Erfolg bei einem Future-Turnier gelang ihm im Jahr 2007, bis 2010 folgten neun weitere Titel. Auf der ATP Challenger Tour war 2011 sein bestes Resultat die Finalteilnahme beim Turnier in Alessandria, wo er dem Spanier Pablo Carreño Busta mit 6:3, 3:6, 5:7 unterlag. Auf der ATP World Tour 2011 gelang ihm keine Teilnahme an einer Hauptrunde, da er bei allen Turnieren bereits in den Qualifikationsrunden scheiterte. Das Jahr beendete er an Position 176 der Weltrangliste.
Erstmals im Hauptfeld bei ATP- bzw. Grand-Slam-Turnieren stand Bautista Agut zu Beginn des Jahres 2012: Er qualifizierte sich in Doha, bei den Australian Open sowie in Montpellier und Marseille, kam aber nicht über die erste Hauptrunde hinaus. Beim ersten Masters-Turnier des Jahres in Indian Wells scheiterte er bereits in der ersten Qualifikationsrunde. Beim zweiten Masters-Turnier in Miami überstand er hingegen die Qualifikationsrunden und gewann erstmals sein Auftaktspiel gegen Andreas Seppi, unterlag jedoch in der zweiten Runde dem Franzosen Gilles Simon in zwei Sätzen.
Mehr Erfolge hatte Bautista Agut zu diesem Zeitpunkt noch auf Challenger-Ebene. In Quimper zog er im Februar ins Halbfinale ein. Am 22. April sicherte er sich in Rom den ersten Challenger-Titel seiner Karriere, wo er im Finale den Portugiesen Rui Machado in drei Sätzen besiegte. Bis zum Jahresende folgten zwei weitere Titel: Er gewann die Turniere in Orbetello und Pozoblanco und verbesserte sein Ranking bis zum Ende des Jahres um 98 Positionen von Rang 178 auf Rang 80 der Welt.

### 2013–2015: Regelmäßige Teilnahme auf der ATP-Tour und erste Erfolge
Beim ersten Turnier des Jahres 2013 in Chennai schaffte es Bautista Agut zum ersten Mal in das Finale eines ATP-Turniers. Dort traf er auf den Serben Janko Tipsarević und verlor das Endspiel in drei Sätzen. Auf dem Weg in das Finale schlug er unter anderem den topgesetzten Tschechen Tomáš Berdych im Viertelfinale und im Halbfinale den an Nummer fünf gesetzten Franzosen Benoît Paire. Dank dieser guten Leistung verbesserte er sich auch deutlich im ATP-Ranking und war nach dem ersten Turnier der Saison an Nummer 55 positioniert. Dies ermöglichte ihm erstmals eine direkte Qualifikation für die Australian Open. Sein Auftaktspiel gegen den Italiener Fabio Fognini gewann er knapp in fünf Sätzen. In der zweiten Runde traf er bereits auf den gesetzten Österreicher Jürgen Melzer und schied nach einem Fünf-Satz-Krimi aus. Auch bei den übrigen drei Grand-Slam-Turnieren des Jahres kam er jeweils in die zweite Runde.
2014 schlug der Spanier in der zweiten Runde der Australian Open den auf Position 5 gesetzten Juan Martín del Potro in fünf Sätzen und erreichte nach einem Dreisatzsieg gegen Benoît Paire in der dritten Runde erstmals das Achtelfinale eines Grand-Slam-Turniers. Dort unterlag er dann gegen Grigor Dimitrow in vier Sätzen. Im Mai stand Bautista Agut in Madrid erstmals im Halbfinale eines Masters-Turniers, wo er sich erst dem späteren Turniersieger Rafael Nadal in zwei Sätzen geschlagen geben musste. Am 21. Juni gewann er durch ein 2:6, 7:62, 6:4 im Finale gegen Benjamin Becker die Topshelf Open in ’s-Hertogenbosch und damit seinen ersten Titel auf der ATP-Tour. Drei Wochen später erreichte er auch beim MercedesCup in Stuttgart das Finale, das er gegen Lukáš Rosol in drei Sätzen gewann. Durch diesen Sieg stand er am 14. Juli 2014 erstmals unter den Top 20 der Weltrangliste. Wie bei den Australian Open kam der Spanier auch bei den US Open ins Achtelfinale.
Das Jahr 2015 verlief für Bautista Agut ähnlich, wenn auch die ganz großen Erfolge ausblieben. Wie im Vorjahr kam er bei zwei Grand-Slam-Turnieren ins Achtelfinale und erreichte zwei Finals von 250er-Turnieren. Diese verlor er jedoch beide und musste somit im Gegensatz zu den drei Jahren zuvor erstmals wieder ein Jahr ohne Titelgewinn hinnehmen.

### Seit 2016: Weitere Turniersiege, Wimbledon-Halbfinale und Top-10-Spieler
2016 stand Bautista Agut in Shanghai erstmals im Finale eines Masters-Turniers. Auf dem Weg dahin hatte er im Halbfinale den Vorjahressieger Novak Đoković in zwei Sätzen besiegt, das Finale verlor er in zwei Sätzen gegen Andy Murray. In den Jahren 2016 bis 2018 konnte der Spanier dennoch jedes Jahr zwei Turniersiege feiern. Bis auf eine Ausnahme waren dies Siege bei ATP-250-Turnieren; der größte Erfolg war sein erster ATP-500-Titel beim Turnier in Dubai im März 2018. Auch Anfang 2019 konnte er in Doha ein Turnier der ATP-250-Tour gewinnen.
In den Jahren 2016 und 2017 erreichte Bautista Agut konstante Leistungen auf Grand-Slam-Ebene: er zog dreimal in die 3. Runde und fünfmal ins Achtelfinale ein. Einem schwächeren Jahr 2018 folgte mit dem Jahr 2019 sein bislang erfolgreichstes. Nach dem Viertelfinale bei den Australian Open und der dritten Runde bei den French Open war sein größter Erfolg auf Grand-Slam-Ebene der Einzug ins Halbfinale in Wimbledon, wo er in vier Sätzen dem späteren Turniersieger Novak Đoković unterlag. Er erreichte darüber hinaus in diesem Jahr drei Viertelfinals bei Masters-Turnieren (Miami, Montreal, Cincinnati). Durch den Erfolg in Wimbledon kam er bis auf Platz 13 der Weltrangliste, durch das Viertelfinale in Cincinnati erstmals in die Top 10. Dort konnte er sich bis zum Ende der Australian Open 2020 halten.
Bautista Aguts größter Erfolg des Jahres 2020 war das Halbfinale des in New York ausgetragenen Masters von Cincinnati, das er erneut gegen den späteren Turniersieger Novak Đoković verlor. Anfang 2021 stand er innerhalb von zwei Wochen im Finale der Turniere von Montpellier und Doha, konnte aber keines davon für sich entscheiden.

### Davis Cup
2014 wurde Roberto Bautista Agut erstmals für die spanische Davis-Cup-Mannschaft nominiert. Er gab sein Debüt in der ersten Runde gegen Deutschland, wo er Philipp Kohlschreiber unterlag. Auch das zweite Spiel gegen Daniel Brands verlor er und schied daraufhin mit seinem Team aus.

## Erfolge
| Legende (Anzahl der Siege) |
| Grand Slam                 |
| ATP Tour Finals            |
| ATP Tour Masters 1000      |
| ATP Tour 500 (1)           |
| ATP Tour 250 (11)          |
| ATP Challenger Tour (3)    |

| Titel nach Belag |
| Hartplatz (9)    |
| Sand (2)         |
| Rasen (1)        |

### Einzel

#### Turniersiege

##### ATP Tour
| Nr. | Datum            | Turnier          | Belag         | Finalgegner            | Ergebnis        |
| --- | ---------------- | ---------------- | ------------- | ---------------------- | --------------- |
| 1.  | 21. Juni 2014    | ’s-Hertogenbosch | Rasen         | Benjamin Becker        | 2:6, 7:62, 6:4  |
| 2.  | 13. Juli 2014    | Stuttgart        | Sand          | Lukáš Rosol            | 6:3, 4:6, 6:2   |
| 3.  | 16. Januar 2016  | Auckland (1)     | Hartplatz     | Jack Sock              | 6:1, 1:0 aufgg. |
| 4.  | 7. Februar 2016  | Sofia            | Hartplatz     | Viktor Troicki         | 6:3, 6:4        |
| 5.  | 8. Januar 2017   | Chennai          | Hartplatz     | Daniil Medwedew        | 6:3, 6:4        |
| 6.  | 26. August 2017  | Winston-Salem    | Hartplatz     | Damir Džumhur          | 6:4, 6:4        |
| 7.  | 13. Januar 2018  | Auckland (2)     | Hartplatz     | Juan Martín del Potro  | 6:1, 4:6, 7:5   |
| 8.  | 3. März 2018     | Dubai            | Hartplatz     | Lucas Pouille          | 6:3, 6:4        |
| 9.  | 5. Januar 2019   | Doha (1)         | Hartplatz     | Tomáš Berdych          | 6:4, 3:6, 6:3   |
| 10. | 19. Februar 2022 | Doha (2)         | Hartplatz     | Nikolos Bassilaschwili | 6:3, 6:4        |
| 11. | 30. Juli 2022    | Kitzbühel        | Sand          | Filip Misolic          | 6:2, 6:2        |
| 12. | 20. Oktober 2024 | Antwerpen        | Hartplatz (i) | Jiří Lehečka           | 7:5, 6:1        |

##### ATP Challenger Tour
| Nr. | Datum           | Turnier    | Belag     | Finalgegner        | Ergebnis       |
| --- | --------------- | ---------- | --------- | ------------------ | -------------- |
| 1.  | 22. April 2012  | Rom        | Sand      | Rui Machado        | 6:79, 6:4, 6:3 |
| 2.  | 29. Juli 2012   | Orbetello  | Sand      | Dušan Lajović      | 6:3, 6:1       |
| 3.  | 12. August 2012 | Pozoblanco | Hartplatz | Arnau Brugués Davi | 6:3, 6:4       |

#### Finalteilnahmen
| Nr. | Datum            | Turnier       | Belag         | Finalgegner            | Ergebnis        |
| --- | ---------------- | ------------- | ------------- | ---------------------- | --------------- |
| 1.  | 6. Januar 2013   | Chennai       | Hartplatz     | Janko Tipsarević       | 6:3, 1:6, 3:6   |
| 2.  | 19. Oktober 2014 | Moskau (1)    | Hartplatz (i) | Marin Čilić            | 4:6, 4:6        |
| 3.  | 25. Oktober 2015 | Moskau (2)    | Hartplatz (i) | Marin Čilić            | 4:6, 4:6        |
| 4.  | 1. November 2015 | Valencia      | Hartplatz (i) | João Sousa             | 6:3, 3:6, 4:6   |
| 5.  | 27. August 2016  | Winston-Salem | Hartplatz     | Pablo Carreño Busta    | 7:66, 6:71, 4:6 |
| 6.  | 16. Oktober 2016 | Shanghai      | Hartplatz     | Andy Murray            | 6:71, 1:6       |
| 7.  | 29. Juli 2018    | Gstaad        | Sand          | Matteo Berrettini      | 6:79, 4:6       |
| 8.  | 28. Februar 2021 | Montpellier   | Hartplatz (i) | David Goffin           | 7:5, 4:6, 2:6   |
| 9.  | 13. März 2021    | Doha          | Hartplatz     | Nikolos Bassilaschwili | 6:75, 2:6       |
| 10. | 25. Juni 2022    | Mallorca      | Rasen         | Stefanos Tsitsipas     | 4:6, 6:3, 6:72  |
| 11. | 14. Januar 2023  | Adelaide      | Hartplatz     | Kwon Soon-woo          | 4:6, 6:3, 6:74  |

## Abschneiden bei Grand-Slam-Turnieren

### Einzel
| Turnier         | 2010 | 2011 | 2012 | 2013 | 2014 | 2015 | 2016 | 2017 | 2018 | 2019 | 2020 | 2021 | 2022 | 2023 | 2024 | 2025 | Karriere |
| --------------- | ---- | ---- | ---- | ---- | ---- | ---- | ---- | ---- | ---- | ---- | ---- | ---- | ---- | ---- | ---- | ---- | -------- |
| Australian Open | Q3   | Q1   | 1    | 2    | AF   | 2    | AF   | AF   | 1    | VF   | 3    | 1    | 3    | AF   | 1    | 1    | VF       |
| French Open     | Q2   | Q2   | Q1   | 2    | 3    | 2    | AF   | AF   | 3    | 3    | 3    | 2    | —    | 2    | 1    | 1    | AF       |
| Wimbledon       | Q2   | Q3   | Q3   | 2    | 3    | AF   | 3    | AF   | —    | HF   |      | AF   | 2    | 1    | AF   | 1    | HF       |
| US Open         | —    | Q1   | Q3   | 2    | AF   | AF   | 3    | 3    | 1    | 1    | 3    | 3    | 1    | —    | 2    |      | AF       |

Zeichenerklärung: S = Turniersieg; F, HF, VF, AF = Einzug ins Finale / Halbfinale / Viertelfinale / Achtelfinale; 1, 2, 3 = Ausscheiden in der 1. / 2. / 3. Hauptrunde; Q1, Q2, Q3 = Ausscheiden in der 1. / 2. / 3. Qualifikationsrunde; nicht ausgetragen